# Корифи
Корифи (грч. Κορυφή) је насељено место у општини Александрија у периферији Средишња Македонија, Грчка. Према попису из 2021. године било је 956 становника.
Насеље је 1913. године имало 455 житеља Грка. После 1923. године насељено је 24 грчких избегличких породица, укупно 89 особа. На попису из 1928. године Корифи је имао 816 становника.